# Mucor piriformis
Mucor piriformis är en svampart som beskrevs av A. Fisch. 1892. Mucor piriformis ingår i släktet Mucor och familjen Mucoraceae.   Inga underarter finns listade i Catalogue of Life.